# Plastic Ono Band
Plastic Ono Band je britská experimentální rocková hudební superskupina. Skupinu založili John Lennon a Yoko Ono v roce 1969, ještě před rozpadem The Beatles. Ve skupině hráli i další členové Beatles, Ringo Starr a George Harrison. Skupina se rozpadla v roce 1975 a v roce 2009 byl znovu obnovena, přičemž zde hraje i Lennonův syn Sean Lennon.

## Diskografie
- Live Peace in Toronto 1969 (1969)
- John Lennon/Plastic Ono Band (1970)
- Yoko Ono/Plastic Ono Band (1970)
- Fly (1971)
- Imagine (1971)
- Some Time in New York City (1972)
- Approximately Infinite Universe (1972)
- Mind Games (1973)
- Feeling the Space (1973)
- Shaved Fish (1975)
- Don't Stop Me! EP (2009)
- Between My Head and the Sky (2009)
- The Flaming Lips 2011 #9: The Flaming Lips with Yoko Ono/Plastic Ono Band (2011)